# Liste der Gemeindepräsidenten von Visp
Die Liste der Gemeindepräsidenten von Visp führt die Präsidenten der Gemeinde Visp auf.

## Präsidenten
| Amtsperiode | Name                             | Partei      |
| ----------- | -------------------------------- | ----------- |
| 1841–1842   | Joseph Anton Clemenz (1810–1972) | konservativ |
| 1855–1862   | Moritz Andenmatten (1817–1889)   | konservativ |
| 1869–1893   | Jodok Burgener (1842–1903)       | konservativ |
| 1893–1908   | Emanuel Burgener (1845–1908)     | konservativ |
| 1908–1924   | Francis Burgener (1874–1953)     | KVP         |
| 1925–1932   | Lot Wyer (1880–1965)             | KVP         |
| 1933–1937   | Karl Anthamatten (1897–1957)     | KVP         |
| 1937–1945   | Alex Mengis (1896–1951)          | KVP         |
| 1945–1960   | Adolf Fux (1901–1974)            | unabhängig  |
| 1961–1976   | Hans Wyer (1927–2012)            | CSP         |
| 1977–1992   | Peter Bloetzer (1933–2018)       | CSP         |
| 1993–2000   | Ruth Kalbermatten (1950–2014)    | CVP         |
| 2001–2011   | René Imoberdorf (* 1950)         | CSP         |
| 2011–       | Niklaus Furger (* 1953)          | CVP         |